# N-2A
La N-2A està formada pels trams antics de la N-2 que han quedat com a via de servei de la A-2. Passa per les províncies de Madrid, Guadalajara, Sòria, Saragossa, Osca, Lleida, Barcelona i Girona.